# Cathédrale Saint-Patrick de New York
Pour les articles homonymes, voir Cathédrale Saint-Patrick.
La cathédrale Saint-Patrick de New York, construite entre 1853 et 1878, est une église américaine située à New York dans le quartier de Midtown, en plein cœur de l'arrondissement de Manhattan.
Construite au XIXe siècle dans un style néo-gothique sur les plans de l'architecte James Renwick Jr, l'édifice se trouve à l'angle de la Cinquième Avenue et de la 50e Rue, à deux pas du Rockefeller Center et non loin de Central Park. Elle est l'église principale de l'archidiocèse de New York.

## Historique

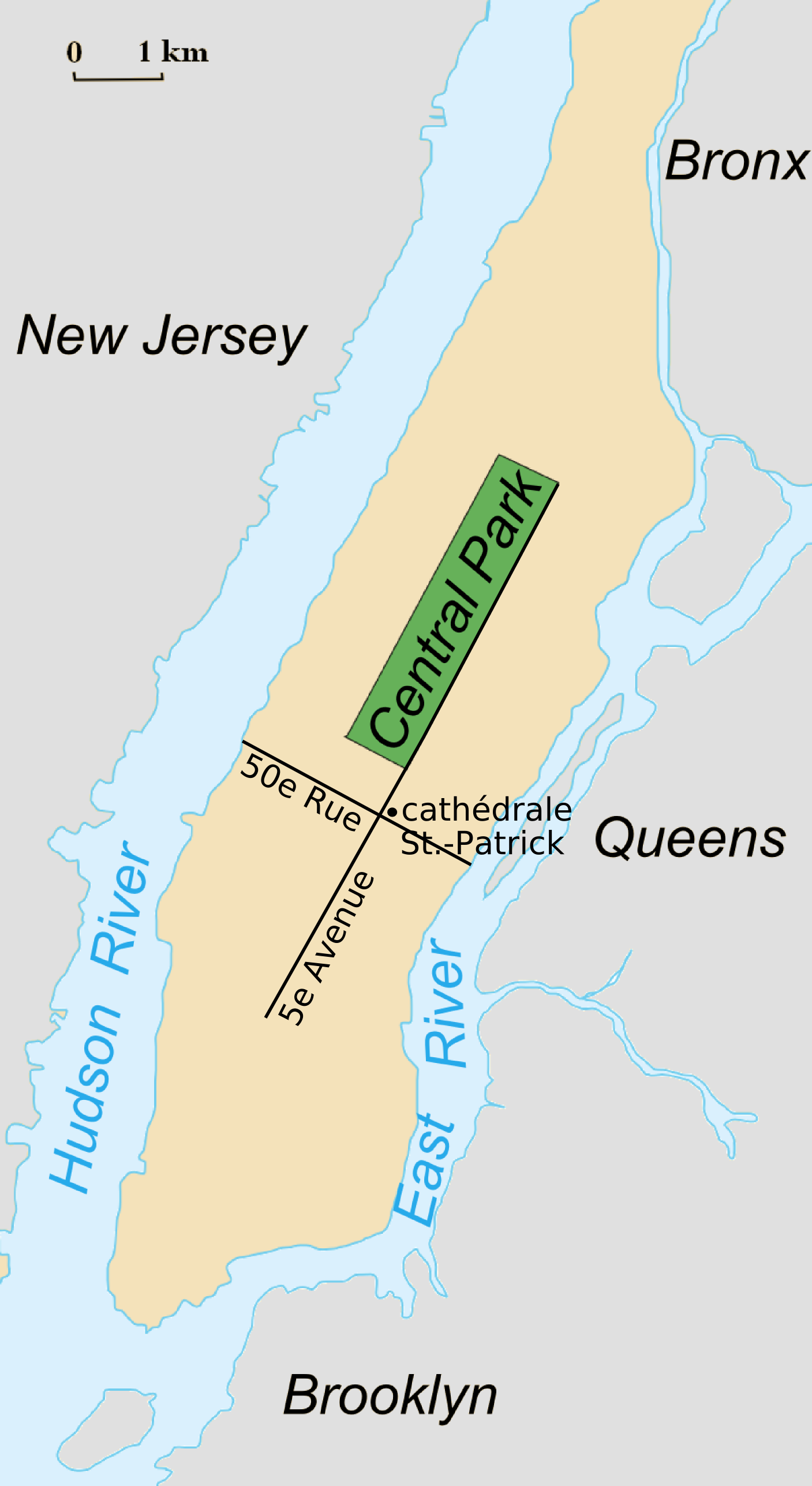
Situation à Manhattan.

Le 6 mars 1810, un terrain est acheté pour 11 000 USD afin de construire une école catholique dirigée par des jésuites. Le projet est finalement abandonné et le site vendu en 1813 à l'abbé trappiste Dom Augustin de Lestrange, exilé en Amérique pour fuir les persécutions des autorités françaises. Ce dernier compte y aménager un orphelinat pour 33 enfants. Avec la chute de Napoléon Ier en 1814, la plupart des trappistes retournent en France, abandonnant leur domaine. D'autres voyagent, se rendent au Canada, et ils finissent par bâtir l'abbaye Saint-Joseph de Spencer. L'orphelinat est maintenu par le diocèse de New York durant le XIXe siècle.
Le diocèse de New York, fondé en 1808 est transformé en archidiocèse par le pape Pie IX en 1850. L'archevêque John Joseph Hughes prend la décision d'ériger un nouveau lieu de culte pour remplacer l'ancienne église de Saint-Patrick, située à l'intersection des rues Prince, Mott et Mulberry. Cette église, la St. Patrick's Old Cathedral, détruite par un incendie en 1866, est d'ailleurs reconstruite et consacrée en 1868. De nos jours, elle constitue la plus ancienne église catholique de New York.
La première pierre de Caen de la nouvelle cathédrale est posée le 15 août 1858, juste à côté de l'orphelinat du diocèse, dans une zone située au nord, à l'écart des quartiers les plus peuplés de New York à cette époque. Le chantier doit s'arrêter à cause de la guerre de Sécession, pour reprendre en 1865. La cathédrale, achevée en 1878, est consacrée le 25 mai 1879.
Entre 1882 et 1884, les bâtiments de l'archidiocèse sont ajoutés, suivis des tours de la façade ouest en 1888. Dans la partie est de l'édifice, une chapelle de la Vierge, dessinée par Charles T. Matthews, vient compléter l'ensemble au début du XXe siècle. Les vitraux de la chapelle de la Vierge sont conçus et réalisés par Paul Vincent Woodroffe, entre 1912 et 1930 à Chipping Camden en Angleterre. La cathédrale est rénovée entre 1927 et 1931, les grandes orgues y sont installées et le chœur est agrandi.
En 1965, le pape Paul VI y participe à une messe devant 3500 fidèles.
Une messe fut célébrée le 11 septembre 2011 en mémoire des 343 pompiers morts lors des attentats du 11 septembre 2001.

## Caractéristiques architecturales

### Extérieur

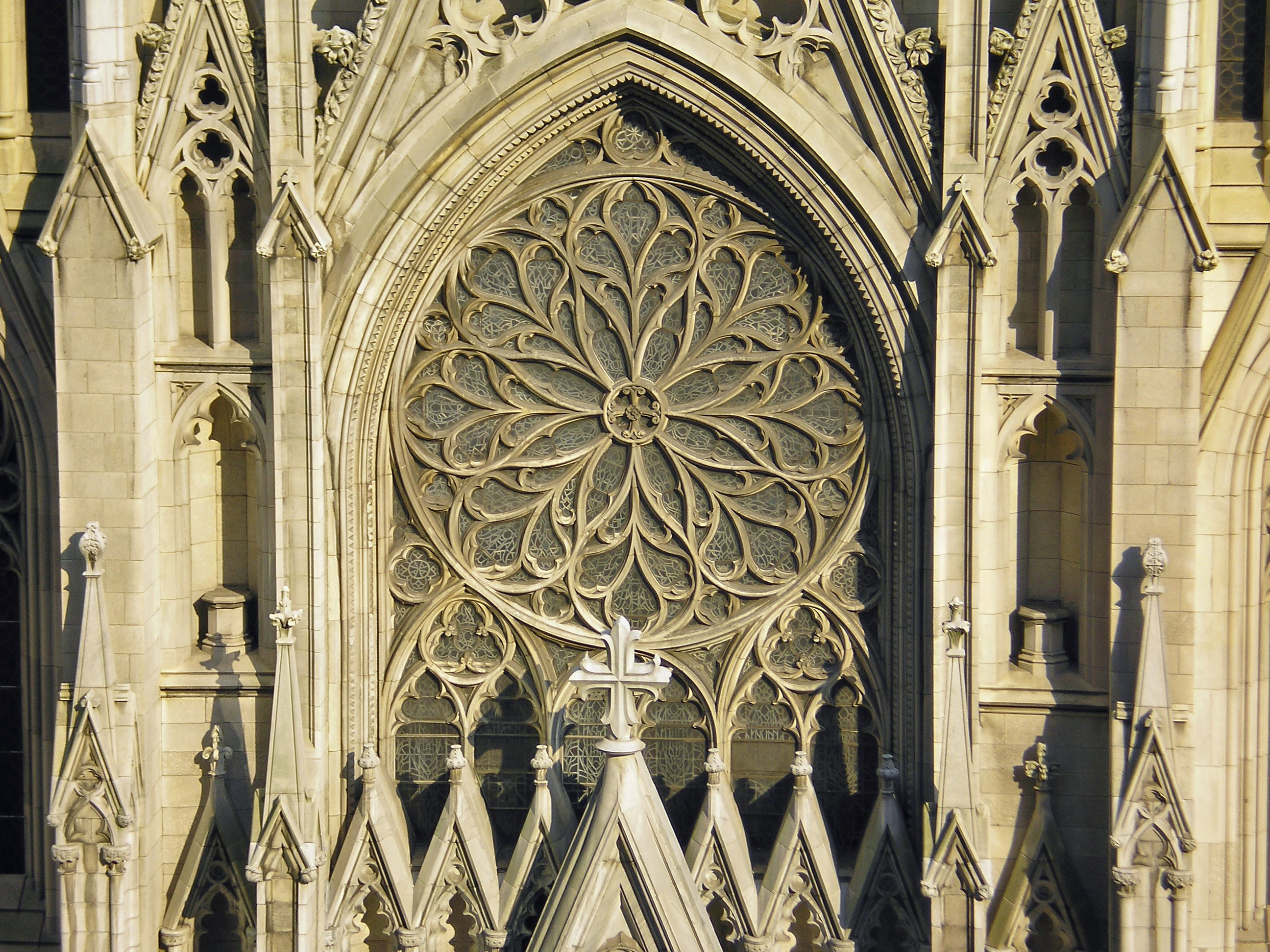
Détail de la façade.

- Ses dimensions sont de 123 mètres de long sur 84 mètres de large (au transept) et son point le plus haut est de 101 mètres[6] à chacune des deux flèches encadrant le portail occidental. L'édifice ne possède ni arcs-boutants ni flèche à la croisée du transept. Elle est la plus grande cathédrale catholique néogothique d'Amérique du Nord[7].
- La cathédrale Saint-Patrick accueille chaque année environ 5,5 millions de visiteurs et de fidèles[8].
- La cathédrale a été construite avec du marbre blanc, extrait à New York et dans le Massachusetts
- Les vitraux ont été réalisés par des artistes de Chartres, Birmingham, et Boston. La grande rosace est un chef-d'œuvre de Charles Connick. Elle mesure huit mètres de diamètre[9].

### Intérieur

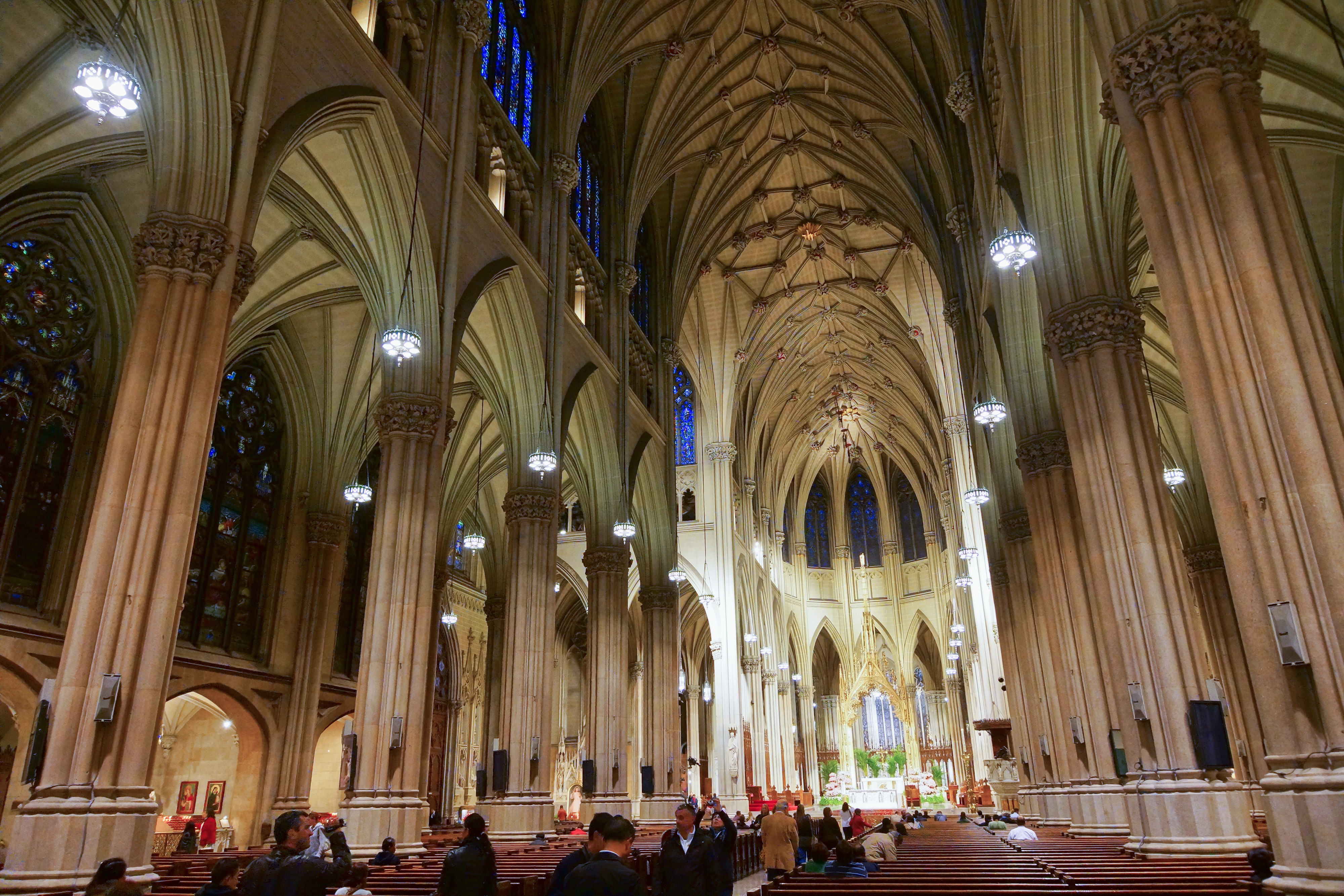
Intérieur de la Cathédrale Saint-Patrick, New York.

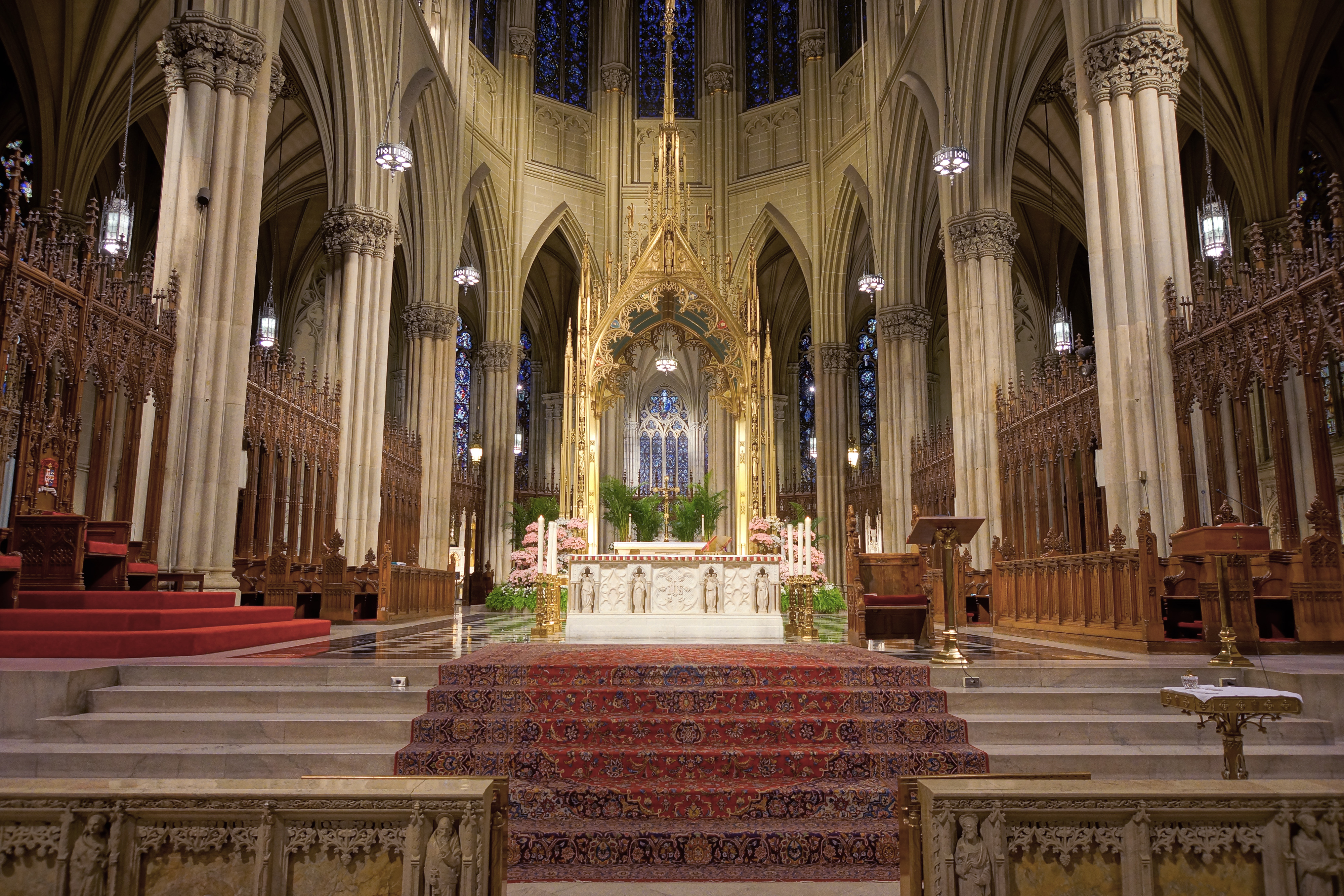
Chœur de la Cathédrale.

- La hauteur sous voûte est de 34 mètres[10].
- Les autels Saint Michel et Saint Patrick ont été réalisés par Tiffany & Co ; celui de Sainte Élisabeth est l'œuvre de Paolo Medici de Rome.
- Le Chemin de croix remporta un prix artistique à l'Exposition universelle de 1893 de Chicago.
- La pietà est trois fois plus imposante que celle de Michel-Ange.
- Un buste de Jean-Paul II est situé à l'arrière de la cathédrale, pour commémorer sa visite à New York en 1979.
- Francis Spellman, alors archevêque et plus tard cardinal, entreprit une rénovation importante de l'aménagement du chœur à la fin des années 1930 et au début des années 1940. On lui doit le baldaquin de bronze situé dans le chœur. De même, le maître-autel et l'ancien retable (retable œuvre du sculpteur français Paul Marie Guibé) furent remplacés. L'ancien maître-autel de Saint-Patrick se trouve maintenant, fortement remanié et raccourci, dans la chapelle de l'Université Fordham dans le Bronx, quartier de Rose Hill.
- Dans les années 1980, le cardinal John O'Connor a effectué d'autres transformations, dont la construction d'un nouvel autel de pierre au centre du chœur, plus proche et visible de la congrégation. On utilisa à cet effet les matériaux d'autels annexes, démontés afin de déplacer les fonts baptismaux dans le transept nord.

## Orgues
Les orgues d'origine, conçues par George Jardine & Son au XIXe siècle, ont été remplacées. L'orgue du chœur, situé dans le déambulatoire nord, a été fabriqué à Saint Louis par George Kilgen & Son. Installé en 1928, il possède 3 920 tuyaux. L'orgue de la grande galerie, du même constructeur, a été monté en 1930. Il dispose de 5 918 tuyaux.
Les orgues peuvent être jouées indifféremment à partir de deux consoles équipées de cinq claviers chacune. Ils disposent au total de 177 registres et plus de 9 000 tuyaux.

## Sépultures

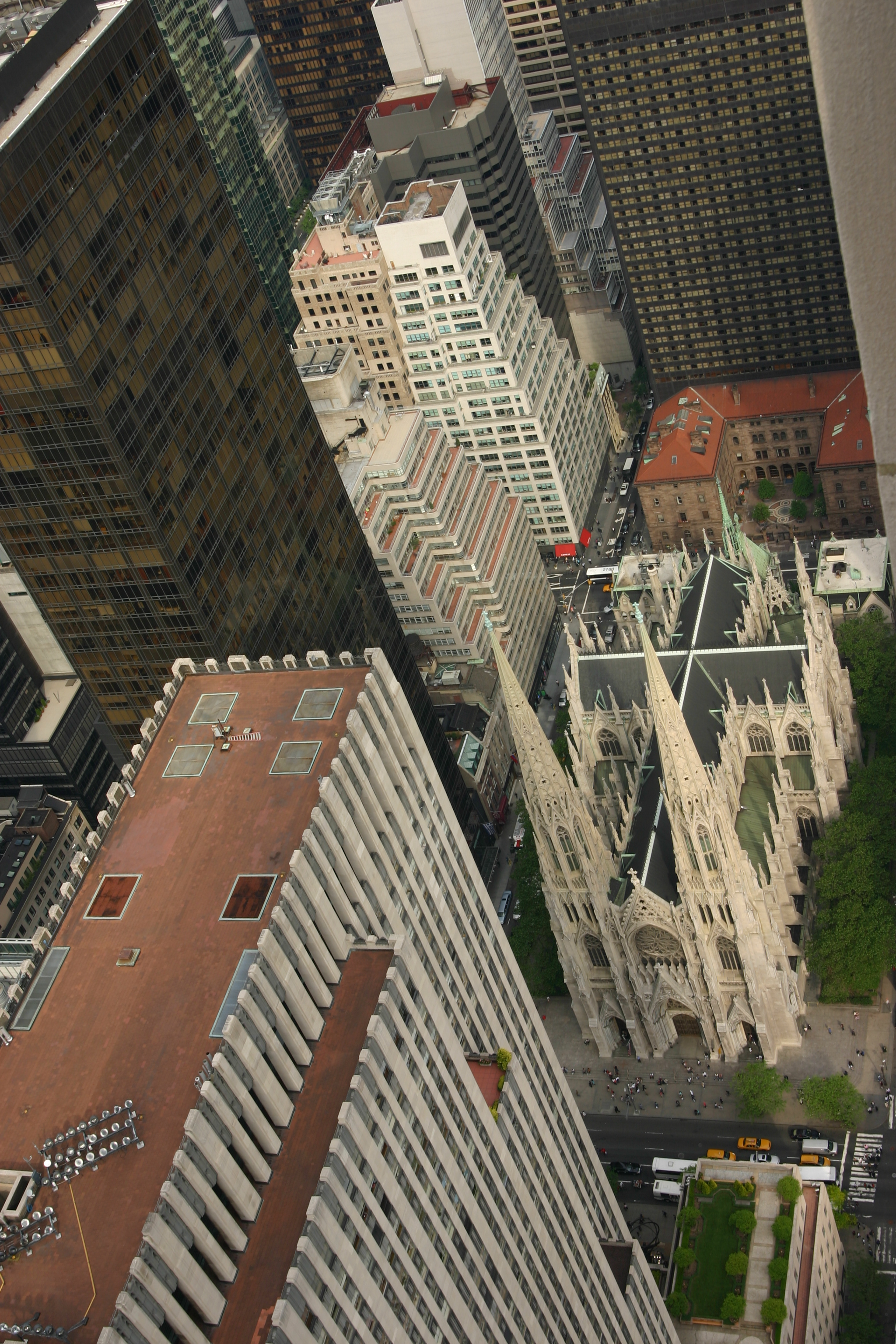
La cathédrale au pied des gratte-ciel

- Les huit anciens archevêques de New York (dont six cardinaux) sont enterrés dans une crypte située sous l'ancien haut autel, visible depuis l'entrée de la chapelle de la Vierge à l'arrière de la cathédrale. L'ancien chapeau de cérémonie des cardinaux, plat et rouge, appelé galero, est suspendu au-dessus de leurs tombes. Celui du cardinal Spellman était le même porté par le pape Pie XII du temps où ce dernier était cardinal. On ne trouve pas de chapeau sur les sépultures de Cooke et O'Connor, le port du galero ayant été aboli par les réformes de Vatican II.
- Pierre Toussaint avait contribué financièrement à la reconstruction de l'ancienne St. Peter Church (la première église catholique de New York, en 1785) après qu'elle eut brûlé. Il avait également collecté des fonds pour la construction de la  St. Patrick's Old Cathedral, près de laquelle il fut enterré. Quand son processus de canonisation fut ouvert par John O'Connor, ce dernier fit transférer les restes de Toussaint du cimetière de St. Patrick's Old Cathedral dans la crypte de la cathédrale actuelle.
- L'archevêque Fulton Sheen, connu pour ses émissions à la radio, « The Catholic Hour » (l'heure catholique), et à la télévision, « Life Is Worth Living » (la vie vaut la peine d'être vécue). Il fut évêque auxiliaire de l'archidiocèse de New York de 1951 à 1966, à une époque où il dirigeait la Société pour la propagation de la foi. À sa mort en 1979, il fut enterré dans la crypte de Saint-Patrick où il avait prêché à de nombreuses reprises. Il fut le premier évêque non new-yorkais à avoir cet honneur posthume.
- L'archevêque John Maguire est également enterré dans la crypte. Longtemps rattaché à l'archidiocèse, il a été coadjuteur de New York à l'époque des cardinaux Spellman et Terence Cook.
- On trouve également la tombe de Michael J. Lavelle, recteur de la cathédrale dans les années 1930. On raconte à ce sujet une anecdote invérifiable, qui repose sur un jeu de mots anglais. Quand Spellman, qui venait de Boston, fut nommé archevêque de New York et annonça son intention de rénover le chœur de la cathédrale, Lavelle, New-Yorkais et recteur de la cathédrale depuis de nombreuses années, s'y opposa. Ce dernier aurait alors employé l'expression « over my dead body », qui peut être traduit par « jamais de la vie », mais qui signifie littéralement « sur mon cadavre ». À la mort de Lavelle, Spellman aurait fait une exception à la règle selon laquelle seuls les archevêques de New York pouvaient bénéficier d'une sépulture dans la cathédrale. Il y aurait placé la dépouille de Lavelle, afin que le chœur de la cathédrale se trouve « sur son cadavre ».

La crypte n'est habituellement pas ouverte au public. Cependant, avec la présence de trois candidats à la canonisation, Pierre Toussaint, Fulton Sheen et Terence Cook, il est possible d'obtenir des autorisations spéciales (par exemple afin de prier pour un proche mourant)
Plusieurs célébrités ont eu des funérailles à la cathédrale et sont enterrées ailleurs. Des sportifs : les champions de baseball Babe Ruth et Billy Martin, des Yankees de New York. L'entraîneur de football américain Vince Lombardi. Wellington Mara, propriétaire des Giants de New York . La chanteuse Celia Cruz, le sénateur de New York et candidat à la présidence des États-Unis Robert Kennedy. Des messes spéciales furent données à St-Patrick après la disparition d'Andy Warhol et Joe DiMaggio.

## Dans la culture populaire
La cathédrale Saint-Patrick de New York est classée au onzième rang sur 150 dans la liste des monuments favoris des Américains. Elle a été utilisée dans plusieurs créations populaires.

### Littérature
- Dans le roman Canto for a gypsy (1972) de Martin Cruz Smith (OCLC 40716156)
- Dans le roman Cathedral (1981) de Nelson DeMille (OCLC 7175079)
- Dans In St. Patrick's custody : a Patrick and Grace mystery (2002) de Janet Elaine Smith. (OCLC 51160886)
- Dans Step on a crack (2007) de James Patterson et Michael Ledwidge. (OCLC 70673176)

### Cinéma
- Dans Le Parrain (1972) de Francis Ford Coppola, lors des prises de vue intérieures pour la scène du baptême du neveu de Michael Corleone.
- Dans Gremlins 2 : La Nouvelle Génération (1990) de Joe Dante
- Dans certains films sur Spider-Man.
- Dans Shadowhunters  (2016 à 2019) (seulement vue de l'extérieur dans la saison 2, 3 et 3b).

### Radio
Deux animateurs de radio, Opie and Anthony, présentaient sur WNEW-FM l'émission Sex for Sam. Il s'agissait d'une sorte de reportage où l'on incitait les participants à avoir des rapports sexuels dans des lieux célèbres de New York.
En août 2002, un couple originaire de Virginie fut arrêté en train de faire l'amour dans un vestibule de la cathédrale Saint-Patrick, provoquant une réaction très virulente de la Ligue catholique. L'émission fut alors interrompue.

### Jeux vidéo
La cathédrale apparaît, enflammée, dans le décor d'un des niveaux de Freedom Fighters. 
Elle a servi d'inspiration à la cathédrale de la ville de Liberty City :
- dans Grand Theft Auto III, Grand Theft Auto Advance et Grand Theft Auto: Liberty City Stories, elle apparaît sous le nom de «  Liberty City Cathedral » ;
- dans Grand Theft Auto IV et Grand Theft Auto: Chinatown Wars, elle apparaît sous le nom de « Columbus Cathedral ».

Dans Asphalt 9: Legends, elle est visible sur plusieurs circuits de New York.
On la voit aussi dans le jeu Marvel's Spider-Man, sorti en 2018, qui reconstitue l'arrondissement de Manhattan et donc la cathédrale, de manière très réaliste.